# Električni luk
Električni luk je električni proboj plina, koji rezultira u stvaranju plazme i električnoj provodljivosti plina ili zraka, koji su u normalnim uvjetima izolatori. Za električni luk su potrebni manji naponi nego kod recimo “tinjanja” kod tinjalica i katodnih cijevi.

## Povijesne činjenice
Električni luk je prvi opisao 1802. Vasilij V. Petrov, ruski znanstvenik. Britanac Humphry Davy je pokazivao električni luk, od 1802., provođenjem električne struje kroz dvije ugljične elektrode, koje je primakao vrlo blizu.

## Pregled
Električni luk se javlja između dvije elektrode (obično volfram ili ugljik), između kojih se nalazi neki plin, pri čemu se stvaraju vrlo visoke temperature. Električni luk je stalno električno pražnjenje elektroda, dok kod trenutog pražnjenja se javlja iskrenje. Električni luk se može stvoriti i kod istosmjerne struje i kod izmjenične električne struje. Kod izmjenične struje ustvari dolazi do pražnjenja svakih pola ciklusa. On se razlikuje od električnog pražnjenja kod tinjalica i katodnih cijevi, zato što je gustoća struje veoma velika, i pad napona na luku je relativno mali. Gustoća struje na katodi može biti do 1 000 000 A po kvadratnom centimetru.
Električni luk nema linearan odnos između jačine struje i napona. Jednom kada je električni luk uspostavljen (ili s izbijanjem elektrona ili s dodirom elektroda), pojačana jačina struje rezultira smanjenjem napona između elektroda. Budući da vlada negativan otpor, jačina struje postaje sve jača – to znači da u strujnom krugu treba postaviti dodatne otpore (električna impedancija), da bi se održao stabilan električni luk.

## Primjena
U praksi, električni luk se koristi kod zavarivanja, rezanja plazmom, elektrootpornih strojeva, elektrolučnih svjetiljki kod kino projektora. Elektrolučne peći se koriste kod proizvodnje čelika. Slično koristimo kod dobivanja kalcijevog karbida (CaC2), kod kojeg je potrebna velika količina energije (otprilike 2500 °C), jer je to endotermna reakcija – ona prima energiju izvana, za održanje procesa, a to je obično toplina.
Električni luk se koristi kod niskotlačnih svjetiljki, kao što su fluorescentne svjetiljke, ulične svjetiljke s natrijem ili živom, ili kod bljeskalica za kamere.

### Električni luk kod zavarivanja
Električni luk, općenito, može se smatrati jednim plinovitim provodnikom električne struje, u kojemu se električna energija pretvara u toplinsku energiju. U slučaju zavarivanja taljenjem, dobivena toplina mora biti dovoljna za omogućavanje lokalnog taljenja osnovnog i, po potrebi, dodatnog metala. Temperature u električnom luku kreću se od 4000 °C do 6000 °C, dok su za plinski plamen u rasponu od 2000 °C do 3500 °C. Temperature kod elektronskog ili laserskog snopa dostižu više stotina tisuća, pa i milijun Celzijevih stupnjeva, što za praksu nema posebno značenje. Danas je električni luk postao jedan izuzetno značajan izvor topline, nešto veće gustoće energije, korišten kod mnogih postupaka zavarivanja taljenjem. Kod toga, električni je luk izvor višestrukog zračenja (npr. ultraljubičasto zračenje), isto tako kao i izvor topline.
Kod električnog luka postoje dva različita procesa prenošenja topline. Prvi je toplina koja se prenosi od izvora topline na površinu osnovnog metala tj. na mjesto zavarivanja, a u slučaju električnog luka to je praktički unos energije električnog luka. Drugi je toplina koja se odvodi kroz osnovni metal, od mjesta djelovanja električnog luka prema hladnijim zonama osnovnog metala. Učinkovitost jednoga zavarivačkog izvora topline ovisi o gustoći energije izvora i što slabijoj provodljivosti topline osnovnog metala, a ne toliko o temperaturnim vrijednostima.
S obzirom na vrstu struje zavarivanja razlikujemo: električni luk istosmjerne struje zavarivanja (kada se vrši odabir polariteta i on je za vrijeme zavarivanja nepromijenjen), električni luk izmjenične struje zavarivanja (kada se polaritet mijenja sukladno frekvenciji korištene električne struje), te pulsirajući električni luk (kada se sustavno mijenja jakost struje zavarivanja).

#### Ionizacija prostora električnog luka
S obzirom na to da se u slučaju zavarivačkog električnog luka, izbijanje naboja zbiva u jednom ograničenom, slabo električno provodljivom zračnom prostoru, između vrha elektrode i površine zavarivanog metala, taj se prostor mora ionizirati i učiniti provodljivim za električnu struju. Plinovi mogu postati električno provodljivi samo kada uključuju električno nabijene čestice, odnosno kada postoji jedna dovoljno ionizirana smjesa plinova i para. Ionizacija zračnog prostora može se postići na nekoliko načina: sudaranjem čestica, djelovanjem topline ili djelovanjem svjetlosti (fotoionizacija).
Djelovanjem napona na slobodne elektrone dolazi do velikog broja sudara s ostalim atomima u tom prostoru, te do izbijanja elektrona iz vanjskih ljuski atoma i dodatnog pojačavanja ukupnog strujanja elektrona. Atomi, koji su prilikom sudara izgubili dio svojih elektrona, postaju pozitivno nabijene čestice ili ioni. Neutralni atomi, od kojih sudarima nastaju ioni, mogu se u prostor električnog luka unijeti izgaranjem obloge elektrode ili zaštitnog praška, te dovođenjem zaštitnog plina.
Da bi došlo do ionizacije, potrebno je utrošiti određenu količinu energije. Ta se energija naziva izlaznom energijom ili potencijalom ionizacije, a ovisi o građi samih atoma i različita je za svaki pojedini kemijski element. Potencijal ionizacije predstavlja odnos potrebnog rada, izraženog u džulima (J), za izbijanje jednog elektrona iz atoma neke tvari i, s druge strane, samog naboja tog elektrona, u Kulonima (C). Prvi potencijal ionizacije odgovara izbijanju elektrona iz vanjske ljuske atoma i, stoga, slabiji je od ostalih veza s jezgrom atoma. Izbijanje sljedećih elektrona, koji su bliže jezgri atoma i jače su s njom vezani, zahtijeva veću količinu rada. Najniži potencijal ionizacije imaju pare cezija (3,86 V), kalija (4,32 V) i natrija (5,12 V), zatim barij (5,19 V), berilij (5,21 V), litij (5,37 V), i drugi. Dodavanjem tih elemenata u oblogu elektrode ili u prašak za zavarivanje, pojačava se ionizacija prostora, a s time poboljšava i stabilnost električnog luka.
Razina dostignute ioniziranosti nekog prostora okarakterizirana je stupnjom ionizacije, tj. odnosom broja električno nabijenih čestica prema ukupnom broju čestica koje se mogu ionizirati u odredenom prostoru. Ioniziranost raste u ovisnosti od temperature, a kod potpune ioniziranosti taj se stupanj ionizacije označava indeksom 1,0 ili 100%.

#### Uspostavljanje električnog luka
Postoje tri osnovna načina uspostavljanja zavarivačkog električnog luka i to: kratkim spajanjem, visokonaponskim impulsima, te pomoćnim električnim lukom. Na mjestima trenutačno najmanjeg otpora nastaju aktivne mrlje, koje predstavljaju mjesta najjačeg zagrijanja, odnosno taljenja na vrhu metalne jezgre elektrode. Istodobno, na površini zavarivanog metala, na mjestu djelovanja električnog luka, pojavit će se krater djelomično ispunjen nastalom talinom. Duljina električnog luka približno je jednaka 0,7 do 1,0 promjera elektrode odnosno, najčešće, od 3 do 5 mm. Napon struje u električnom luku naraste do vrijednosti koja odgovara dužini uspostavljenog električnog luka, a kreće se u rasponu od 14 do 26 V.
Korištenje visokonaponskih impulsa za uspostavljanje električnog luka najčešće je kod zavarivanja TIG postupkom. Zbog zaštite zavarivača od visokog napona, takvi su impulsi vrlo visoke frekvencije i odmah nakon uspostavljanja električnog luka, isključuje se njihov izvor.
Kod pojedinih se postupaka zavarivanja, koristi jedan pomoćni električni luk između vrha netaljive elektrode, uobičajeno katode i metalne sapnice uređaja kao anode. Zavarivački se električni luk, u tom slučaju, uspostavlja približavanjem vrha elektrode površini zavarivanog metala, pri čemu se inicijalni električni luk sa sapnice uređaja prenosi u prostor između vrha elektrode i samog mjesta zavarivanja na površini metala.

#### Električni luk istosmjerne struje
Električni luk istosmjerne struje ostvaruje se priključivanjem elektrode i zavarivanog metala na jedan izvor istosmjerne struje zavarivanja, npr. ispravljač, ali je potrebo odabrati odgovarajući polaritet:
- direktni ili izravni polaritet: elektroda na negativan tj. (-) priključak (katoda) i zavarivani metal na pozitivan tj. (+) priključak (anoda),
- obrnuti polaritet: zavarivani metal na negativan tj. (-) priključak (katoda) i elektroda na pozitivan tj. (+) priključak (anoda),

Tijekom zavarivanja anoda se uvijek više zagrijava od katode. Stoga se obrnuti polaritet redovito koristi kod zavarivanja metala koji su osjetljivi na količinu unesene topline, npr. nehrđajući čelik, visokougljični čelik, sivi lijev, i dr.

#### Električni luk izmjenične struje
Električni luk izmjenične struje ostvaruje se priključivanjem elektrode i zavarivanog metala na jedan izvor izmjenične struje zavarivanja, npr. transformator. Kod zavarivanja izmjeničnom strujom, napon i jakost struje ciklički mijenjaju svoje vrijednosti i polaritet, a u jednom je trenutku vrijednost jednaka nuli. Za ponovno uspostavljanje električnog luka, potreban je viši napon od onoga potrebnog za održavanje luka, a taj se viši napon naziva impulsom ponovnog uspostavljanja električnog luka.

#### Magnetsko otklanjanje električnog luka
Utjecaj magnetizma na električni luk može tijekom zavarivanja stvarati određene poteškoće, i to: otklanjanje električnog luka od željenog smjera, rubovi zavarivanih dijelova se ne tale jednako, ne protaljuje se dovoljno korijen i općenito, znatno otežava izvodenje postupka zavarivanja. Utjecaj magnetskog polja na električni luk određen je Lorentzovom silom, koja je proporcionalna jakosti struje, pri čemu se električni luk ponaša kao jedan fleksibilan provodnik. Magnetsko se polje prstenasto zatvara oko svakog provodnika kroz kojeg teče električna struja, pa isto tako i oko zavarivačkog električnog luka. Zbog razlika u gustoći magnetskog polja dolazi do otklanjanja ili tzv. puhanja električnog luka. Magnetske su silnice zbijenije na unutrašnjoj strani zakrivljenja toka struje, a više su razrijeđene s vanjske strane zakrivljenja toka. Otklanjanje električnog luka je suprotno od mjesta priključka zavarivanog metala, dok je veličina otklona proporcionalna jakosti samog polja.
Otklon električnog luka u smjeru napredovanja zavarivanja tj. otklon unaprijed, rezultira s jednoličnim i ljepšim izgledom zavara, koji uz to može biti širi, a bez ugorina i kod većih brzina zavarivanja, ali s manjom dubinom penetriranja. Takva kontrolirana plitka penetracija i povoljnije otklanjanje električnog luka unaprijed, imaju primjenu osobito kod zavarivanja tanjih dijelova. Kod otklona električnog luka unatrag, javljaju se veća ugaranja i zadebljanja zavara, pa se rjeđe koristi u praktičnom zavarivanju. Rubovi zavarivanih dijelova također djeluju na otklanjanje električnog luka, pa zavarivanje početka i kraja spoja može stvarati određene poteškoće. Da bi se smanjilo djelovanje otklona električnog luka, za vrijeme izvođenja zavarivanja mora se odgovarajuće podešavati nagib elektrode.
Dobrim odabirom mjesta priključka na zavarivanim dijelovima, odnosno njihovim rasporedom, može se znatno smanjiti utjecaj otklona električnog luka prilikom zavarivanja istosmjernom strujom. Kod zavarivanja izmjeničnom strujom, magnetski je učinak bitno smanjen, a najviše zbog vrtložnih struja induciranih u zavarivanom spoju. Električni luk, u tom slučaju, oscilira naprijed i natrag, pa je ta pojava iskorištena za poboljšanja kod zavarivanja TIG postupkom s toplom žicom.

## Nepoželjni električni luk
Nepoželjni električni luk se može pojaviti kod visokonaponskih razvodnih linija električne struje, sistema prijenosa električne energije ili kod elektronske opreme. Može se pojaviti kod električnih sklopki, automatskih prekidača, rastalnih osigurača, releja ili kod slabih vodiča i razvoda. Kada isključimo prekidač, električna struja se ne moze isključiti trenutno, zbog električnog induktiviteta strujnog kruga, koji dovodi do iskrenja kontakata. Ako su jačina struje i napon jaki, to iskrenje može dovesti do ostećenja vodiča, izolacije ili drugih dijelova strujnog kruga. ‘’Električni bljesak’’ predstavlja eksplozivni električni dogadaj koji može biti opasan za ljude i opremu.
Nepoželjno iskrenje na električnim kontaktima možemo spriječiti različitim uređajima, kao što su:
- uranjanjem u transformatsko ulje, izolirajući plin ili vakuum
- automatski prekidač
- magnetni prekidač

Električni luk se može pojaviti u kanalima malog otpora (strani objekt, provodljiva prašina, vlaga.) između mjesta s različitim električnim potencijalom. Ionizirani zrak ima vrlo visoku električnu provodljivost, i može stvoriti vrlo jake električne struje, uzrokujući ‘’kratki spoj’’, koji može oštetiti rastalne osigurače i prekidače struje.
Električni luk može oštetiti plastiku, što može negativno djelovati na njena izolirajuća svojstva. Testiranje materijala se vrši recimo po standardu ASTM D495 (American Society for Testing and Materials). Neke plastike su otpornije na električni luk od drugih, tako recimo vrlo otporna plastika je politetrafluoretilen (PTFE) koja može izdržati oko 200 sekundi. Termootporne plastike, alkidi i melaminske smole su otpornije od fenolnih smola. Polietilen (PE) može izdržati električni luk oko 150 s, polistiren i polivinilklorid (PVC) mogu izdržati tek 70 s.
Iskrenje kod nekih tiskanih pločica se može pojaviti zbog malih pukotina na vodećim trakama, zbog greške na lemljenim spojevima, što može dovesti do ostećenja.

## Vanjske poveznice
- Unusual Arcing Photos
- Some more info about making electric arcs using a welder
- Videos of 230 kV 3-phase "Jacobs Ladder" and unintentional 500 kV power arc